# Liste der Mitglieder der Deutschen Akademie der Naturforscher Leopoldina/1732
Die Liste der Mitglieder der Deutschen Akademie der Naturforscher Leopoldina für 1732 enthält alle Personen, die im Jahr 1732 zum Mitglied ernannt wurden. Insgesamt gab es fünf neu gewählte Mitglieder.

## Mitglieder
| Nr. | Name                      | Beiname        | Geboren       | Aufnahme | Gestorben     | Bild                                                                                    | Datenbank |
| --- | ------------------------- | -------------- | ------------- | -------- | ------------- | --------------------------------------------------------------------------------------- | --------- |
| 435 | Johann Hieronymus Kniphof | Sosagoras      | 24. Feb. 1704 | 28. Feb. | 23. Jan. 1763 |                                                                                         | 4648      |
| 436 | Johann Peter Wahrendorff  | Polyidas       | 16. Jan. 1683 | 7. Mrz.  | 5. Dez. 1738  |                                                                                         | 7134      |
| 437 | Ferdinand Jakob Baier     | Eugenianus II. | 13. Feb. 1707 | 13. Sep. | 23. Okt. 1788 | Ferdinand Jakob Baier, 1771. (Kupferstich/Radierung von Georg Lichtensteger, 1700–1781) | 1744      |
| 438 | Johann Christian Stock    | Diphilus       | 27. Feb. 1707 | 16. Nov. | 4. Nov. 1758  |                                                                                         | 6801      |
| 439 | Johann Gottfried Meyfeld  | Moschion II.   |               | 15. Dez. |               |                                                                                         | 5651      |